# ジェルバ島の戦い
ジェルバ島の戦いは、1560年5月、チュニジアのジェルバ島付近で行われた戦い。ピヤル・パシャ率いるオスマン帝国軍が、スペイン・教皇領・マルタ・ナポリの各軍を主体とする大規模なキリスト教連合艦隊を打ち破った。連合艦隊は防衛拠点であるジェルバ島と、27隻のガレー船とその他小型艇を失った。この勝利は、地中海においてオスマンの影響力を強く印象づけたと考えられる。
1573年頃まで、フェリペ2世支配下のスペインにおいて地中海方面戦略は最優先事項に位置づけられていた。 彼の指揮のもとにハプスブルク家のガレー艦隊は100隻規模にまで増強され、戦時下ではさらに補強が図られた。1560年、スペインはオスマン勢力に対抗するため、主要艦隊をトリポリ西岸付近のジェルバ島へ送り込んだ。オスマン軍はここで華々しい戦果を挙げ、10,000人を殺害し多数の船を撃沈した。しかしながら、この後に地中海で行われた主要な海戦において、彼らは勝ち続けることが出来なかった。スペインは戦後の2年間で艦隊を立て直し、1563年から1564年にかけて新たな防衛戦のために100隻の艦隊を用意した。オスマン帝国はこの戦で勝利しながら、ヴェネツィアに揺さぶりをかけることが出来なかったのである。

## 背景
1538年のプレヴェザの海戦においてバルバロス・ハイレッディン率いるオスマン帝国艦隊に敗北し、1541年カール5世による大規模なアルジェ遠征が行われて以来、スペインやヴェネツィアを主体とした地中海世界のヨーロッパ勢力は、オスマン勢やバルバリア海賊らをより一層脅威と考えるようになった。実際、1558年ピヤル・パシャがバレアレス諸島に侵入し（英語版）、チュルガット・レイースと共にスペインの地中海方面艦隊を襲撃した。フェリペ2世はパウルス4世に働きかけ、トリポリ奪還のためにヨーロッパ方面艦隊を編成した。トリポリはマルタ騎士団領であったが、1551年8月ピヤル・パシャがこれを奪い、スレイマン1世からベイレルベイとして領有を認められていた。

## 戦力
歴史家ウィリアム・H・プレスコットによれば、ジェルバ島の戦いについて記述した史料は非常に矛盾したものが多く、統一解を見いだすことは不可能である。通説では、1560年キリスト教側が編成した艦隊は、50隻から60隻のガレー船と40隻から60隻の小型艦艇で構成されていたとする。例えば、聖ヨハネ騎士団公認の史家であるジャコモ・ボシオは、ガレー船は54隻であったと記述している。 フェルナン・ブローデルも、54隻の戦艦と36隻の補助船であるとしている。最も詳細に記述しているのはカーメル・テスタで、彼は聖ヨハネ騎士団の所蔵資料を確実に参照できていた人物である。彼は54隻のガレー船・7隻のブリッグ船・17隻のフリゲート船・2隻のガレオン船・28隻の輸送船および12隻の小型艇があったと列挙している。これらの船はジェノヴァ共和国・トスカーナ大公国および教皇領・聖ヨハネ騎士団からなる連合により供給されていた。マシュー・カーは、キリスト教連合側の艦船数を200としている。連合艦隊はメッシーナにおいて、ジェノヴァ海軍提督アンドレア・ドーリアの甥孫ジャナンドレア・ドーリアによって編成された。艦隊はまずマルタに航行したが、悪天候のためにこの地で2ヶ月間もの停泊を余儀なくされ、疫病の流行により2,000人が脱落した。
1560年2月10日、艦隊はトリポリへ向けて出航した。乗船していた兵士数は正確には分からない。ブローデルは10,000から12,000人であるとし、テスタは14,000人としている。古い研究では20,000人以上とされているが、これは16世紀当時のガレー船に乗船可能な人数を大きく見積もりすぎていると言えよう。
遠征隊はトリポリからさほど遠くない地点に上陸できたが、飲料水の欠乏・疫病・悪天候のために当初の目標地点を放棄し、3月7日に通過地点だったジェルバ島へ戻った。当時、さきにシチリア島において勝利を収めたメディナセリ公ファン・デ・ラ・チェルダがこの島に要塞を築くよう命じられており、建設が始められたばかりであった。同日ごろ、オスマン帝国側のガレー船・ガリオット船86隻からなる艦隊は、ピヤル・パシャに率いられイスタンブールから航行を開始した。オスマン艦隊は1560年5月11日にジェルバ島に到着したが、キリスト教側の軍はこれを予測できていなかったとされる。

## 戦闘
戦闘は数時間のうちに、キリスト教側のガレー船半数以上が撃沈・拿捕されたことで決着がついた。アンダーソンはキリスト教側の死傷者を18,000人としているが、グリマーティン はもう少し控えめに見積もっており、損失は9,000人程度で、かつその半分から3分の1は漕手であって兵ではないとしている。
残存兵は完成したばかりの要塞へ退避し、ピヤル・パシャとチュルガット・レイース（彼は戦闘開始から3日目に合流した）がすぐにこの要塞を襲撃したが、彼等の到達前にジャナンドレア・ドーリアの指揮により小型艇での脱出がはかられた。のち3か月に及ぶ攻防の末に防衛部隊は投降した。ボシオによれば、この時ピヤル・パシャは約5,000人の捕虜をイスタンブールに連行しており、その中にはドーリア撤退後の総指揮を執っていたスペイン側の指揮官ドン・アルバロ・デ・サンデも含まれていた。終戦当時に要塞を包囲していた兵士の数については統一見解がない。オーストリア・ハプスブルクの大使としてイスタンブールに派遣されていたオージェ・ギスラン・ド・ブスベックは、その代表的著作（Turkish Letters）において、防衛部隊の抵抗が無意味であったことを認め、ドン・アルバロ・デ・サンデは小型艇での脱出を試みたものの、程なく捕縛されたとしている。他説では、一例としてブローデルがサンデらの捕縛を7月29日の出来事だと比定している。ブスベックの尽力によりドン・アルバロ・デ・サンデは身代金と引き替えに解放され、1565年にはマルタ包囲戦に参戦して再びオスマン勢と戦っている。

## その後への影響
ジェルバ島での勝利は、22年前のプレヴェザの海戦から勢力を伸ばし続けたオスマン帝国が、地中海制海権争いの頂点に立ったことを表すものであった。
とりわけ大きな影響は、スペイン艦隊において練度の高い兵が多数失われたことである。600人の訓練された船員 (oficiales) と2,400人の海軍アルゲブス銃部隊が失われ、これらの人員は一朝一夕に補填できるものではなかった。
ジェルバ島の海戦後、マルタ海峡が無防備状態となり、1565年にオスマン帝国によるマルタ騎士団領マルタ島（騎士団は1522年にロドス島を失陥したためマルタ島に移動していた）への侵攻を招いたが、オスマン勢力はマルタ島を奪取できなかった。

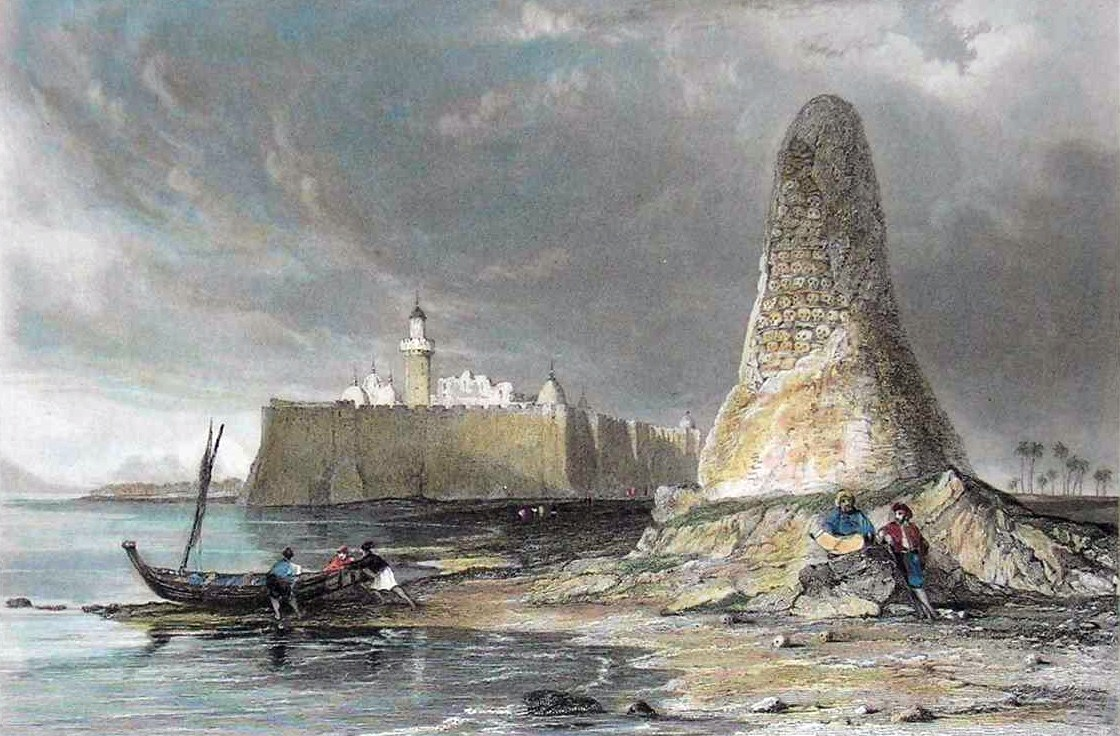
フーム・スークの頭蓋骨塚(Borj el Jamajem)

勝利者であるオスマン軍は、撃破したイスパニア守備兵達の頭蓋骨で角錐状の塚を築いた。この塚は、19世紀後半まで存在していた。塚の所在地であったフーム・スークのボルジュ・エル・ケビールには、現在小さな記念碑が建てられている。

## 文学作品における同海戦
ジェルバ島海戦はトニー・ロスマンの著作 The Course of Fortune (J. Boylston, 2015)において印象的に描き出されている。これはマルタ包囲戦とそこに至るまでの歴史的事件を綴った小説である。

## 参照
1. 1 2  Ernest J King Professor of Maritime History Chairman Maritime History Department and Director Naval War College Museum John B Hattendorf; John B. Hattendorf (5 November 2013). Naval Strategy and Power in the Mediterranean: Past, Present and Future. Routledge. p. 32. ISBN 978-1-136-71317-0
2. 1 2 3  Matthew Carr: Blood and Faith: The Purging of Muslim Spain, The New Press, 2009, ISBN 1595583610, page 121.
3. ↑  William Stewart: Admirals of the World: A Biographical Dictionary, 1500 to the Present, ISBN 0786438096, McFarland, 2009, page 240.
4. ↑  Ted Thornton's History of the Middle East Database
5. ↑  Giacomo Bosio, History of the Knights of St. John, ed. by J. Baudoin, 1643, Book XV, p. 456.
6. ↑  Braudel, Fernand. The Mediterranean and the Mediterranean World in the Age of Philip II (University of California Press, Berkeley, 1995).
7. ↑  Carmel Testa,Romegas (Midsea Books, Malta, 2002).
8. ↑  Battle of Djerba （トルコ語）
9. ↑  R. C. Anderson, Naval Wars in the Levant 1559-1853 (Princeton University Press, Princeton, 1952).
10. ↑  フェルナン・ブローデル『地中海　IV出来事・政治・人間I』（浜名優美・訳、藤原書店、1994年）第2章「トルコの覇権の最後の6年　1559-1565年」p.141。
11. ↑  John Guilmartin, Gunpowder and Galleys (Cambridge University Press, Cambridge, 1974).
12. ↑  Anderson op cit.
13. ↑  Guilmartin op cit.
14. ↑  Oghier Ghiselin de Busbecq, Life and Letters, volume I (Slatkine Reprints, Geneva, 1971).
15. ↑  John F. Guilmartin, Jr. (2002) Galleons and Galleys: Gunpowder and the Changing Face of Warfare at Sea, 1300-1650. Cassell, p. 133
16. ↑  Christine Quigley,Skulls and Skeletons: Human Bone Collections and Accumulations, McFarland 2001 p.172

座標: 北緯33度47分00秒 東経10度53分00秒 / 北緯33.7833度 東経10.8833度